# Victor Almon McKusick

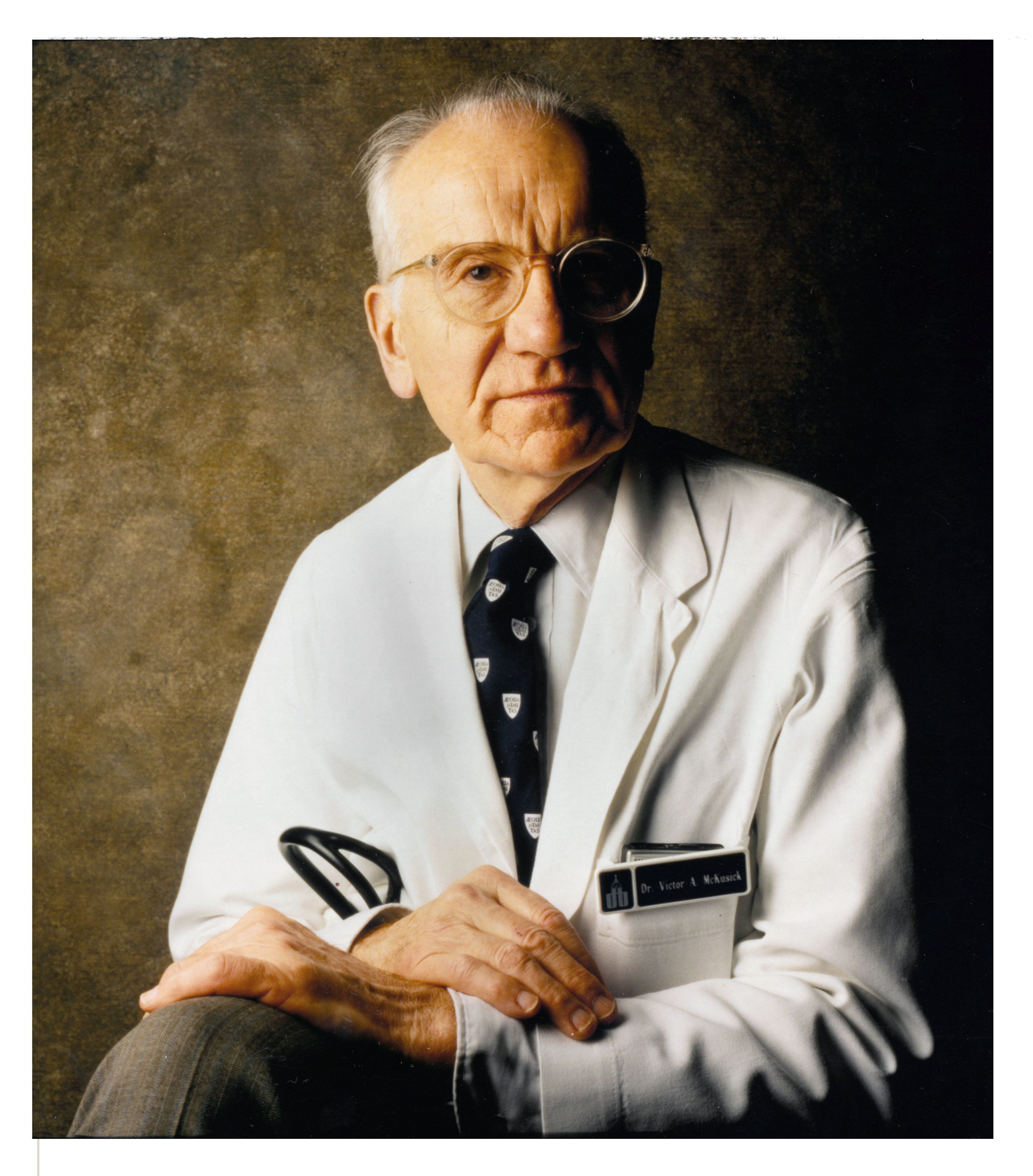
Victor McKusick

Victor Almon McKusick (* 21. Oktober 1921 in Parkman, Maine; † 22. Juli 2008 in Towson, Maryland) war ein amerikanischer Humangenetiker. Er gilt als Mitbegründer der Humangenetik als eigenständiges Fachgebiet. McKusick war Begründer und langjähriger Herausgeber von Mendelian Inheritance in Man beziehungsweise Online Mendelian Inheritance in Man – eines Katalogs der bekannten menschlichen Gene und der mit ihnen assoziierten erblichen Erkrankungen – und wurde für seine wissenschaftlichen Leistungen auf dem Gebiet der Diagnose und Therapie genetisch bedingter Erkrankungen vielfach ausgezeichnet.

## Leben
Victor Almon McKusick wurde 1921 in Parkman im US-Bundesstaat Maine als Sohn von Farmern geboren, die zuvor als Lehrer tätig gewesen waren. Er begann 1940 ein Studium an der Tufts University. Im Herbst 1942 wechselte an die Johns Hopkins University, an der er ohne Undergraduate-Abschluss zum Medizinstudium zugelassen wurde, da die Universität bedingt durch den Zweiten Weltkrieg einen Mangel an Studenten hatte. Ursprüngliche Pläne für eine Tätigkeit als Allgemeinmediziner in seinem Heimatstaat Maine gab er zugunsten einer Spezialisierung in innerer Medizin auf. Er wurde Kardiologe und war von 1948 bis 1950 Leiter der Abteilung für kardiovaskuläre Erkrankungen am Baltimore Marine Hospital.
Durch die Untersuchung eines Patienten mit dem seltenen Peutz-Jeghers-Syndrom entstand sein Interesse für die Erforschung genetisch bedingter Erkrankungen, das ab dem Ende der 1950er Jahre sein wissenschaftliches und ärztliches Wirken bestimmte. Er widmete sich im Laufe seiner weiteren Karriere der Untersuchung und systematischen Erfassung der Ursachen und Symptome verschiedener Erbkrankheiten und gründete 1957 die Abteilung für medizinische Genetik an der Johns Hopkins University, die er bis 1973 leitete. 1966 gab er unter dem Titel „Mendelian Inheritance of Man“ erstmals ein Verzeichnis der bekannten menschlichen Gene und der mit ihnen assoziierten Erkrankungen heraus. Von diesem erschienen bis 1998 zwölf gedruckte Ausgaben, unter der Bezeichnung „Online Mendelian Inheritance in Man“ (OMIM) ist auch eine fortlaufend aktualisierte Online-Version verfügbar. Darüber hinaus war er an der Entstehung des Humangenomprojekts und der Begründung der Fachzeitschrift „Genomics“ wesentlich beteiligt und 1989 Gründungspräsident der Human Genome Organisation. Von 1973 bis 1985 war er Chefarzt des Johns Hopkins Hospitals. Anschließend wirkte er an der Johns Hopkins University bis kurz vor seinem Tod als Professor für medizinische Genetik.
Victor McKusick starb 2008 in Towson an krebsbedingten Komplikationen. Er war ab 1949 verheiratet und hatte mit seiner Frau zwei Söhne und eine Tochter. Sein Zwillingsbruder Vincent wurde Jurist und wirkte unter anderem als Vorsitzender Richter am Obersten Gerichtshof des Staates Maine.

## Auszeichnungen
Victor McKusick war ab 1973 Mitglied der National Academy of Sciences, ab 1975 der American Philosophical Society und ab 1988 der American Academy of Arts and Sciences. Zu den Auszeichnungen für sein Lebenswerk zählten neben verschiedenen Ehrendoktoraten unter anderem ein Gairdner Foundation International Award und der William Allan Award (beide 1977), der NAS Award for Scientific Reviewing (1982), die George M. Kober Medal (1990), die Benjamin Franklin Medal der American Philosophical Society (1996), der Albert Lasker Special Achievement Award (1997), die National Medal of Science (2001) und der Japan-Preis in medizinischer Genomik und Genetik (2008).
Nach ihm sind mit der metaphysären Chondrodysplasie vom McKusick-Typ und dem McKusick-Kaufman-Syndrom zwei seltene genetisch bedingte Erkrankungen sowie ein Lehrstuhl und ein Institut an der Johns Hopkins University benannt. Ferner sind mit seinem Namen verschiedene Syndrome verbunden wie das Eldridge-Berlin-McKusick-Money-Syndrom, Eaton-McKusick-Syndrom, Cross-McKusick-Breen-Syndrom, Mengel-Konigsmark-Berlin-McKusick-Syndrom oder das Stiff-skin-Syndrom (englisch Easterly-McKusick syndrome).

## Werke (Auswahl)
- Mendelian Inheritance in Man. Baltimore 1966–1998
- Human Genetics.  Englewood Cliffs 1969
- Heritable Disorders of Connective Tissue. St. Louis 1972
- Medical and Experimental Mammalian Genetics. New York 1987